# 罗斯巴赫 (布劳恩斯贝德拉)
罗斯巴赫（德語：Roßbach，發音：[ˈʁoːsˌbax]）是德国萨克森-安哈尔特州曾经的一个市镇，面积14.16平方千米，2022年2月人口为1,794人。2004年1月1日，罗斯巴赫与另外2个市镇并入市镇布劳恩斯贝德拉。
罗斯巴赫因罗斯巴赫战役而闻名。